# テッド・カーシー
テッド・カーシー（Ted Kierscey、1946年2月8日 - ）はウォルト・ディズニー・カンパニー所属のアニメーター。アメリカ合衆国カリフォルニア州ロサンゼルス出身。

## 経歴
セリトス・カレッジ、カリフォルニア州立大学ロングビーチ校、シュイナード芸術学校（現カリフォルニア芸術大学）などに在籍後、1970年代前半にディズニーに入社。『ビアンカの大冒険』(1977) のエフェクト原画を担当して以降、『プリンセスと魔法のキス』(2009) に至るまで全てのディズニー長編アニメーション作品に参加している。

## 映画
| アメリカ公開年 日本公開年     | 邦題 原題                                             | 担当           | 備考 |
| ----------------------------- | ----------------------------------------------------- | -------------- | ---- |
| 1977年6月22日 1981年12月19日  | ビアンカの大冒険 The Rescuers                         | エフェクト原画 |      |
| 1977年12月16日                | ピートとドラゴン Pete's Dragon                        | エフェクト原画 |      |
| 1978年12月16日                | ロバと少年 The Small One                              | エフェクト原画 |      |
| 1979年12月21日 1980年12月20日 | ブラックホール The Black Hole                         | 原画           |      |
| 1981年7月10日 1983年3月12日   | きつねと猟犬 The Fox and the Hound                    | エフェクト原画 |      |
| 1983年12月16日                | ミッキーのクリスマスキャロル Mickey's Christmas Carol | エフェクト原画 |      |
| 1985年7月24日 1986年7月19日   | コルドロン The Black Cauldron                         | エフェクト原画 |      |